# Julio José Leite
Julio José Mochi Leite (Ushuaia, Tierra del Fuego, 1 de septiembre de 1957-Río Grande, 21 de abril de 2019) fue un poeta argentino.

## Trayectoria
Publicó los poemarios Cruda poesía fueguina (1986), Primeros fuegos (1988),  Edad sol (1990, en coautoría con el poeta Oscar Barrionuevo), Bichitos de luz (1994), De límites y militancias (1996), Aceite humano (1997), Piedrapalabra (2003), Breve tratado sobre la lágrima (2009) e Invocación (2011).
Poemas suyos han sido incluidos en diversas obras y antologías, entre ellas: Segunda antología fueguina (1987), Literatura fueguina 1975-1995. Panorama (1998) de Roberto Santana, Cantando en la casa del viento. Poetas de Tierra del Fuego (2001 y 2015) de Niní Bernardello, y en el Libro de lectura del Bicentenario (Secundaria I) (2010) publicado por el Ministerio de Educación y Deportes (Argentina).  
Su poesía forma parte del disco Patagonia. Canto y Poesía –que reúne a referentes del movimiento patagónico de música y poesía “Canto Fundamento”– y de los libros cerámicos instalados en Punta Arenas, Chile, a orillas del estrecho de Magallanes, que incluyen a otros autores latinoamericanos como Juan Gelman, Pablo de Rokha, Pavel Oyarzún, Ernesto Cardenal, Roque Dalton, entre otros.

## Libros de poemas publicados
- Cruda poesía fueguina (1986)
- Primeros fuegos (1988)
- Edad sol (1990, en coautoría con el poeta Oscar Barrionuevo)
- Bichitos de luz (1994)
- De límites y militancias (1996)
- Aceite humano (1997)
- Piedrapalabra (2003)
- Breve tratado sobre la lágrima (2009)
- Invocación (2011)

- Antología pertinaz (2019)